# Supreme (wrestler)
 For alternative betydninger, se Supreme. (Se også artikler, som begynder med Supreme)
Supreme er en amerikansk fribryder der blev kendt igennem XPW.

## Biografi
Før XPW havde Supreme wrestlet for adskillige små forbund, under navnet Lester. I XPW fik han sit store gennembrud og vandt XPW King of the Deathmatch titlen flere gange. Han fejdede ofte med The Messiah, og især Black Army. I 2001 blev han offer for en voldsom wrestling ulykke, da der blev sat ild til ham og stuntet slet ikke gik som planlagt. Supreme var ude i lang tid, men vendte tilbage mere populær end nogensinde før. Han fejdede med Vic Grimes og besejrede ham i en Exploding Ring Death Match. I 2002 indledte han en legendarisk fejde med Hardcore Homo Angel – en fejde som resulterede i en række ekstremt blodige kampe, som næsten altid endte med at Supreme smed Angel ned fra noget meget højt. Da XPW lukkede forsvandt Supreme mere eller mindre fra spotlyset igen. Han har ofte mødt megen kritik for elendige evner i ringen, og for at overskygge denne mangel på tekniske evner ved at lave hardcore kampe. 

## Privat
Supreme er onkel til wrestleren Kaos. 